# Вудсія
Вудсія (Woodsia) — рід родини вудсієвих (Woodsiaceae). Містить ≈ 37 видів, які поширені у Східній Азії, циркумбореальних північних регіонах світу (Північна Америка, Азія, Європа) та Європі.

## Таксономія
У складі роду Woodsia виділено 2 підроди: Woodsia subg. Woodsia, Woodsia subg. Eriosorus.
Видовий склад:
1. Woodsia alpina
2. Woodsia andersonii
3. Woodsia asiatica
4. Woodsia calcarea
5. Woodsia cinnamomea
6. Woodsia cycloloba
7. Woodsia glabella
8. Woodsia gorovoii
9. Woodsia guizhouensis
10. Woodsia hancockii
11. Woodsia ilvensis
12. Woodsia kungiana
13. Woodsia lanosa
14. Woodsia macrochlaena
15. Woodsia macrospora
16. Woodsia microsora
17. Woodsia nikkoensis
18. Woodsia oblonga
19. Woodsia okamotoi
20. Woodsia pilosa
21. Woodsia polystichoides
22. Woodsia pseudoilvensis
23. Woodsia pseudopolystichoides
24. Woodsia pulchella
25. Woodsia rosthorniana
26. Woodsia saitoana
27. Woodsia shensiensis
28. Woodsia sinica
29. Woodsia subcordata
30. Woodsia subintermedia
31. Woodsia taigischensis